# Lene Dax
Lene Dax (* 1989 in Hannover, Niedersachsen; eigentlich Marlene Hofmann) ist eine deutsche Schauspielerin.

## Leben
Dax ist als jüngste von sieben Kindern in Hannover geboren und aufgewachsen. Sie besuchte die Freie Waldorfschule Hannover-Maschsee und war seit ihrem sechsten Lebensjahr im Mädchenchor Hannover unter der Leitung von Gudrun Schröfel aktiv. Später wurde sie Teil des Jugendclubs am Staatstheater Schauspiel Hannover, bevor sie für ihr Schauspielstudium von Oktober 2011 bis Juli 2015 die Hochschule für Musik und Darstellende Kunst Stuttgart besuchte. 2012 und 2013 erhielt sie das Stipendiat der Gesellschaft der Freunde der Hochschule für Musik und Darstellende Kunst Stuttgart, 2015 erhielt sie das Stipendiat des Deutschen Akademischen Austauschdienstes.
Nach ersten Theaterstationen am Schauspiel Hannover, Staatstheater Stuttgart und Staatstheater Darmstadt, gehörte sie ab 2015 bis 2018 zum Ensemble des Theaters Marburg. Seit 2019 gehört sie zum Ensemble des Schauspiel Essen. 
Lene Dax wird vertreten von der Agentur Unit One und steht regelmäßig für Film und Fernsehen vor der Kamera.

## Theater
- 2009: Wie Licht schmeckt, Regie: Nora Hecker (Junges Schauspiel Hannover)
- 2011: Alice hinter den Spiegeln, Regie: Sybille Enders, Renee Merkel (Stellwerk - junges Theater Weimar)
- 2013: Nachtasyl, Regie: Mara Kimele (Wilhelma Theater Stuttgart)
- 2013: Die Räuber, Regie: Antú Romero Nunes (Staatstheater Stuttgart)
- 2014: Seymour, Regie: Henner Kallmeyer (Staatstheater Stuttgart)
- 2014: Mio, mein Mio, Regie: Nora Bussenius (Staatstheater Darmstadt)
- 2014: Geld und Gott, Regie: Steffen Klewar (Staatstheater Darmstadt)
- 2015: Cinderella, Regie: Matthias Faltz (Theater Marburg)
- 2015: Das Geld, Regie: Arnim Beutel (Theater Marburg)
- 2015: Die Schöne und das Biest, Regie: Max Merker (Theater Marburg)
- 2016: Was ihr wollt, Regie: Matthias Faltz (Theater Marburg)
- 2016: Alles Weitere kennen Sie aus dem Kino, Regie: Marc Becker (Theater Marburg)
- 2016: Cyrano de Bergerac, Regie: Jens Kerbel (Theater Marburg)
- 2016: Däumelinchen, Regie: Juliane Nowak (Theater Marburg)
- 2016: Der eingebildete Kranke, Regie: Marc Becker (Theater Marburg)
- 2017: Bartleby! (UA), Regie: Martin Schulze (Theater Marburg)
- 2017: Kasimir und Karoline, Regie: Annette Müller (Theater Marburg)
- 2017: 20.000 Meilen unter'm Meer, Regie: Diana König (Theater Marburg)
- 2017: Libussa / Riot don't diet! (UA), Regie: Fanny Brunner (Theater Marburg)
- 2017: Der Zauberer von Oz, Regie: Boris von Poser (Theater Marburg)
- 2018: Die Gerechten, Regie: Marc Becker (Theater Marburg)
- 2018: Kinder der Sonne, Regie: Nick Hartnagel (Theater Marburg)
- 2018: Heidi, Regie: Franziska-Theresa Schütz (Theater für Niedersachsen)
- 2019: Hinter verzauberten Fenstern, Regie: Anne Spaeter (Schauspiel Essen)
- 2020: Kleiner Mann – was nun?, Regie: Thomas Ladwig (Schauspiel Essen)
- 2020: Wer hat Angst vor Virginia Woolf?, Regie: Karsten Dahlem (Schauspiel Essen)
- 2020: Bunbury – Ernst ist das Leben, Regie: Susanne Lietzow (Schauspiel Essen)
- 2021: Früchte des Zorns, Regie: Hermann Schmidt-Rahmer (Schauspiel Essen)
- 2023: Ein Sommernachtstraum, Regie: Tobias Materna (Schauspiel Essen)
- 2023: Merlin oder Das wüste Land, Regie: Lars-Ole Walburg (Schauspiel Essen)
- 2023: Der gute Mensch von Sezuan, Regie: Sapir Heller (Schauspiel Essen)
- 2023: Die rote Zora und ihre Bande, Regie: Selen Kara (Schauspiel Essen)
- 2024: non-existent, Regie: Andreas Merz-Raykov (Schauspiel Essen)
- 2024: Starcrossed Lovers / Romeo und Julia, Regie: Caner Akdeniz (Schauspiel Essen)
- 2024: Der Reisende, Regie: Hakan Savaş Mican (Schauspiel Essen)
- 2024: Istanbul, Regie: Selen Kara (Schauspiel Essen)
- 2025: Alles wie es sein soll, Regie: Adrian Figueroa (Schauspiel Essen)

## Filmografie
- 2014: 11:23-09:59 Projekt Angst
- 2016: Wir sind frei (Kurzfilm)
- 2018: Spucke (Kurzfilm)
- 2020: Aktenzeichen XY … ungelöst – Spezial – Cold Cases
- 2021: Ramstein - Das durchstoßene Herz
- 2023: SOKO Köln - Die Milchkönigin von Appelrath
- 2024: Für alle Fälle Familie - Wiedergutmachung (TV-Serie)